# Partido judicial de Andújar
El partido judicial de Andújar es uno de los 85 partidos judiciales en los que se divide la comunidad autónoma de Andalucía y creado por Real Decreto en 1983, como número cuatro de los diez en que se divide la provincia de Jaén, en España.

## Ámbito geográfico
| Partido Judicial | Capital de partido | Municipios que comprende                                                                      |
| ---------------- | ------------------ | --------------------------------------------------------------------------------------------- |
| 4                | Andújar            | Andújar, Arjona, Arjonilla, Escañuela, Lahiguera, Lopera, Marmolejo y Villanueva de la Reina. |